# Defensor Fidei

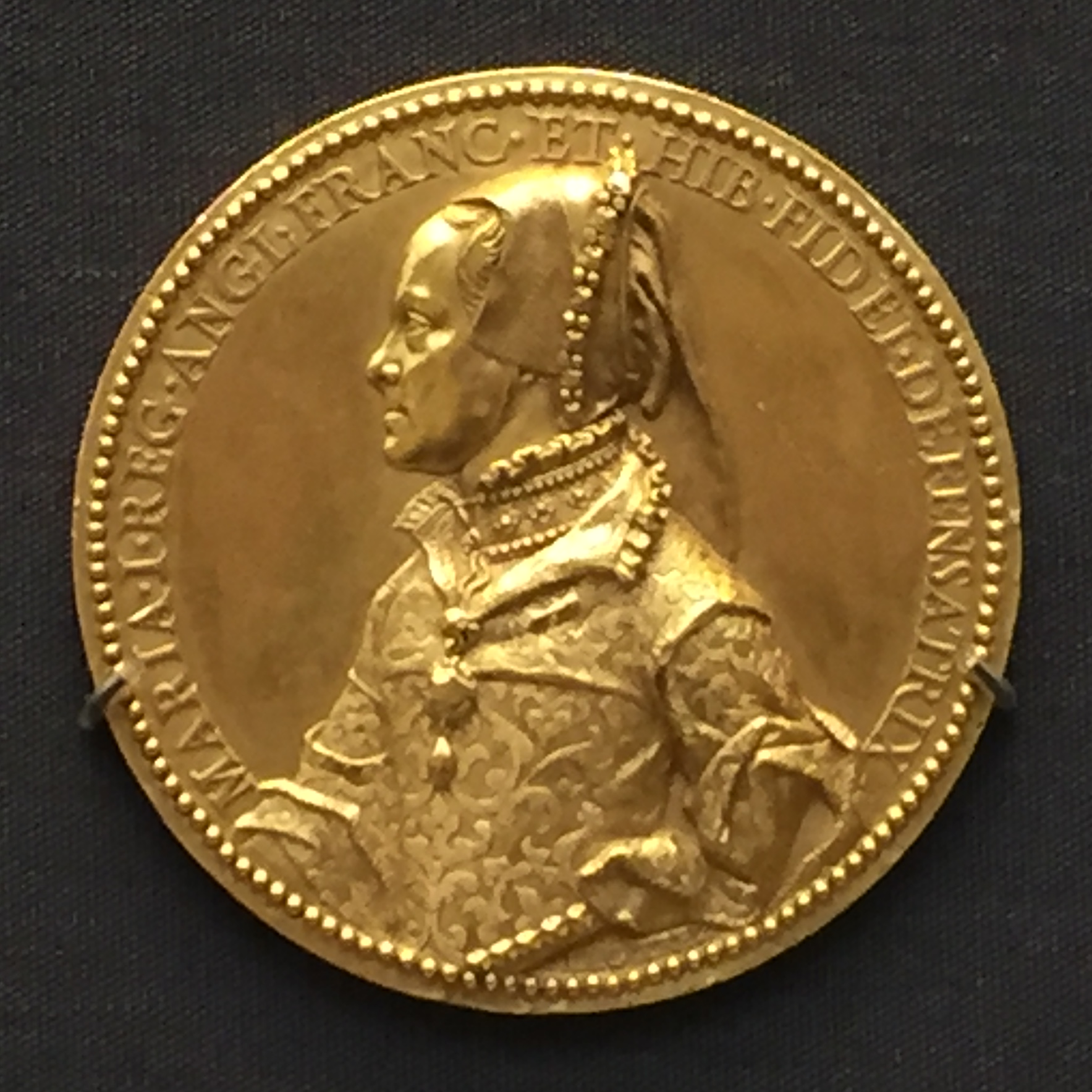
Medaglia della regina Maria I con la leggenda "Maria I Reg. Angl. Franc. et Hib. Fidei Defensatrix"

Defensor fidei o Fidei defensor è un titolo latino che significa Difensore della fede. L'espressione è stata usata sin dal XVI secolo per molti monarchi.

## Storia
Il primo monarca a ricevere il titolo fu Giacomo IV di Scozia nel 1507 da papa Giulio II come "Protettore e Difensore della Fede Cristiana". Il titolo fu conferito a Giacomo IV dal legato papale Robert Bellenden in una sontuosa cerimonia nell'Abbazia di Holyrood.
"Difensor fidei" è stato uno dei titoli sussidiari dei monarchi inglesi e successivamente britannici da quando fu concesso l'11 ottobre 1521 da papa Leone X al re Enrico VIII. Anche Caterina d'Aragona, la moglie del re, ricevette questo titolo.
Il titolo fu conferito come riconoscimento al libro di Enrico VIII Difesa dei sette sacramenti (Assertio septem sacramentorum), che difendeva in particolare il sacramento del matrimonio e la supremazia del papa. Quest'opera fu conosciuta anche come Affermazione di Enrico e fu vista come un importante attacco contro la nascente Riforma protestante, e specialmente contro le idee di Martin Lutero.
Nel 1534, a séguito della decisione di Enrico VIII di rompere i rapporti con la Chiesa cattolica e di formare la Chiesa d'Inghilterra, papa Paolo III revocò il titolo e scomunicò Enrico. Tuttavia, nel 1544 il parlamento d'Inghilterra conferì il titolo di Defender of the Faith (Difensore della fede) al re Edoardo VI e ai suoi successori, ora difensori dell'Anglicanesimo e non del Cattolicesimo, come era stato per Enrico VIII. Gli unici a non accettarlo furono i repubblicani Oliver Cromwell e Richard Cromwell. Nel 1714, durante il regno di Giorgio I, le iniziali dell'espressione F. D. furono rappresentate sulle monete britanniche.
Più tardi alcuni Stati del Commonwealth conservarono il titolo finché non diventarono delle repubbliche, come per esempio il Sudafrica il 29 maggio 1953. Invece nel 1953 il Pakistan abbandonò l'usanza a causa della contraddizione di essere stati governati da monarchi che si presentavano come difensori della fede cristiana avendo una popolazione in netta maggioranza islamica. Oggi il titolo Fidei Defensor riflette la posizione del sovrano come Supremo capo della Chiesa d'Inghilterra, che in tal modo è formalmente superiore all'Arcivescovo di Canterbury. Il re Carlo III, nel 1994, quando era principe ereditario, ha affermato che avrebbe cambiato il titolo dopo la sua ascesa al trono:  ha detto che avrebbe preferito vedere il suo futuro ruolo come Difensore di fede (Defender of Faith), non "della" Fede.
Il titolo fu conferito anche al re di Polonia Jan Sobieski III nel 1684, dopo aver sconfitto i Turchi a Vienna l'anno precedente.